# قائمة قرى محافظة شمال سيناء
نواحي محافظة شمال سيناء هي تجمعات سكنية وإدارية صغيرة في محافظة شمال سيناء في مصر، تجمعها وحدات إدارية أكبر تسمّى بـ المراكز.

## نواحي تاريخية
النواحي التاريخية هي النواحي التي ثبُت تواجدها قديمًا.
| الناحية    | المركز     | ملاحظات |
| ---------- | ---------- | --- |
| العريش     | العريش     | من النواحي القديمة، اسمها القديم (باللاتينية: Rhinocorura)، وكانت منذ القدم من الثغور المصرية، ومنذ سنة 1225هـ/1810م اختيرت العريش كقاعدة للمحافظة الحدودية، وهي اليوم عاصمة لمحافظة شمال سيناء.                                                  |
| رفح        | رفح        | من النواحي القديمة، اسمها قديمًا «رابوه Rapouh»، وذكرها ياقوت الحموي ضمن المحطات التي يمر بها القادم من الشام إلى مصر، وقال أن أهلها وقتئذ من لخم وجذام.                                                                                           |
| الشيخ زويد | الشيخ زويد | أصلها قرية صغيرة، كانت تقع على خط السكك الحديدية التي كانت تربط قديمًا مصر بفلسطين. |
| نخل        | نخل        | من النواحي القديمة كان اسمها قديمًا «نخو»، ثم تغيّرت مع الوقت إلى «نخل»، وقال عنها أبو عبيد البكري أنها: «بطن نجد قرية ليس فيها نخل ولا شجر يسكنها نفر من الناس، ويقال له أيضا بطن نخل». وقال عنها ياقوت الحموي: «موضع في طريق الشام من ناحية مصر». |
| الثمد      | نخل        | من النواحي القديمة، وهي من النواحي التي كانت على طريق الحج القديم. |

## نواحي حديثة
النواحي الحديثة هي النواحي التي لم يكن لها ذكر تاريخيًا.
- الحسنة، الحسنة
- العمرو، الحسنة
- أم قطف، الحسنة
- المقضبة، الحسنة
- الريسان، الحسنة
- عرب بلي، الحسنة
- القصيمة، الحسنة
- أم شيحان، الحسنة
- المنبطح، الحسنة
- الغرقدة، الحسنة
- بغداد، الحسنة
- المغارة، الحسنة
- الحمة، الحسنة
- الجفجافة، الحسنة
- المنجم، الحسنة
- الكيلو 64، الحسنة
- المفارق، الحسنة
- وادي المليز، الحسنة
- الجدي، الحسنة
- قرية، الحسنة
- بئر بدا، الحسنة
- السكادرة، الشيخ زويد
- أبو طويلة، الشيخ زويد
- العكور، الشيخ زويد
- المقاطعة، الشيخ زويد
- التومة، الشيخ زويد
- الشلاق، الشيخ زويد
- الظهير، الشيخ زويد
- أبو العراج، الشيخ زويد
- الجورة، الشيخ زويد
- قبر عمير، الشيخ زويد
- الزوارعة، الشيخ زويد
- الخروبة، الشيخ زويد
- أبو ثفيثة، الشيخ زويد
- القريعة، الشيخ زويد
- السكاسكة، العريش
- الطويل، العريش
- السبيل، العريش
- الميدان، العريش
- بئر العبد، بئر العبد
- الروضة، بئر العبد
- التلول، بئر العبد
- سلمانة، بئر العبد
- السادات، بئر العبد
- النجاح، بئر العبد
- الخربة، بئر العبد
- النصر، بئر العبد
- نجيلة، بئر العبد
- السلام، بئر العبد
- الجناين، بئر العبد
- أقطية، بئر العبد
- قاطية، بئر العبد
- أم عقبة، بئر العبد
- رابعة، بئر العبد
- الكرامة، بئر العبد
- الشهداء، بئر العبد
- المريح، بئر العبد
- رمانة، بئر العبد
- الأحرار، بئر العبد
- بالوظة، بئر العبد
- الشيخ زايد، بئر العبد
- 6 أكتوبر، بئر العبد
- الشوحط، بئر العبد
- العقايلة، بئر العبد
- أبو شنار، رفح
- المطلة، رفح
- الحسينات، رفح
- الوفاق، رفح
- الخزافين، رفح
- جور أبو رعد، رفح
- الطايرة، رفح
- نجع شبانة، رفح
- المهدية، رفح
- الكيلو 21، رفح
- البرث، رفح
- الكنتلا، نخل
- الخفجة، نخل
- البروك، نخل
- النتيلة، نخل
- سدر الحيطان، نخل
- وادي الحاج، نخل
- رأس النقب، نخل
- بئر جريد، نخل
- السلام، نخل
- الريد، نخل